# Salah Gosh
Pour les articles homonymes, voir Gosh.
Salah Gosh (parfois Ghosh ou Goush, en arabe : صلاح قوش) est un général soudanais, ancien directeur des services spéciaux soudanais, le National Intelligence and Security Service (NISS).
Salah Gosh est né en 1957 à Nouri (dans l'État du Nord).
Salah Gosh est un Arabe Shaygiyya, une tribu riveraine du Nil, au nord de Khartoum, qui est la même tribu que l'ancien vice-président Ali Osmane Taha et dont il est réputé proche.
Salah Gosh a été un responsable au sein des services soudanais à partir des années 1990. Il est réputé avoir joué un rôle important de liaison entre le gouvernement soudanais, alors dirigé de facto par Hassan al-Tourabi, et Oussama ben Laden lorsque ce dernier s'était établi à Khartoum, de 1990 à 1996.
À partir de 2004, il prend la tête du NISS qui vient d'être créé.
Connu pour son efficacité et ses talents d'organisateur, Gosh a longtemps joui de la confiance du président Béchir et son crédit n'a fait qu'augmenter lorsque les forces du NISS jouèrent un rôle déterminant pour repousser l'attaque du groupe rebelle darfouri Mouvement pour la justice et l'égalité (MJE) sur la capitale au mois de mai 2008. Gosh a été étroitement associé au conflit du Darfour à partir de 2003, notamment dans l'instrumentalisation des milices arabe janjawid pour terroriser la population.
En 2008, le président Béchir tenta de remplacer celui qui était déjà alors le tout-puissant chef des services spéciaux soudanais par le général Fateh Arwa, à la retraite, un camarade du chef de l'État. L'intéressé étant considéré comme un « séculariste » qui était déjà entré en conflit par le passé avec les islamistes, il a dû revenir sur sa nomination sous la pression des autres figures du régime. Il est remplacé le 13 ao̩ût 2009 à la tête du NISS à la surprise générale et nommé conseiller à la Présidence. En 2011, il est écarté de ce poste.
En 2012, il est arrêté, avec d'autres officiers, pour une présumée tentative de coup d'État. Il est libéré l'année suivante sans qu'aucune charge n'ait été retenue contre lui.
Il joue un rôle de médiateur en compagnie d'Omar el-Bechir dans la résolution de la guerre civile sud-soudanaise.
En octobre 2018, redevenu chef du NISS, il se rend à Paris où il rencontre des agents de la Direction générale de la Sécurité extérieure (DGSE) ainsi que la Direction générale de la Sécurité intérieure (DGSI) pour évoquer les questions de lutte contre le terrorisme et de gestion des flux migratoires, ainsi que deux députés LREM Carole Bureau-Bonnard, vice-présidente de l’Assemblée nationale, Jean-Baptiste Djebbari.
Le 13 avril 2019, il démissionne de son poste de directeur du NISS, au cours des manifestations qu'il a réprimées.
Gosh est actif pendant le conflit entre les Forces de soutien rapide et l'armée soudanaise qui débute en 2023. Il organise de nombreuses opérations de l'armée.
En décembre 2024, Gosh est sanctionné par l'Union européenne pour ses actions pendant le conflit en cours.